# Mord an Mattia Ahmet Minguzzi
Der Mord an Mattia Ahmet Minguzzi stieß eine öffentliche Debatte über Jugendgewalt in der Türkei an. Der tödliche Angriff auf einen 14-jährigen Jungen im Istanbuler Stadtteil Kadıköy erfolgte am 24. Januar 2025 und erregte dadurch Aufmerksamkeit, dass die von den Strafverfolgungsbehörden festgenommenen mutmaßlichen Täter 15 und 16 Jahre alt waren.

## Hintergrund
Mattia Ahmet Minguzzi war der Sohn des italienischen Kochs Andrea Minguzzi und der türkischen Cellistin Yasemin Akincilar Minguzzi. Obwohl es nur wenige Details über sein frühes Leben gibt, ist bekannt, dass seine Familie die italienische und die türkische Kultur miteinander verbindet. Vor dem Angriff war Mattia in seinem Umfeld als vielversprechender Jugendlicher bekannt.

## Angriff
Am 24. Januar 2025 wurde Mattia, nachdem er in Kadıköy auf einem überfüllten Flohmarkt angegriffen worden war, auf die Intensivstation eingeliefert. Laut Medienberichten lief der Angriff in zwei Phasen ab:
- Messerstecherei: Minguzzi wurde von dem 15-jährigen B. B. mit fünf Stichen verletzt.
- Laufender Angriff: Der auf Grund der Messerstiche auf den Boden gefallene Mattia bekam von dem 16-jährigen U. B. Fußtritte.

Zwei Wochen und zwei Tage nach dem Angriff, am 9. Februar 2025, wurde Mattia für hirntot erklärt. Der Moment des Angriffs wurde mit einer Überwachungskamera festgehalten und die Aufnahmen verbreiteten sich schnell in den sozialen Netzwerken und lösten einen öffentlichen Aufschrei aus.

## Auswirkungen und Reaktionen
Nach dem Vorfall wurden der 15-jährige B. B. und der 16-jährige U. B. festgenommen und ins Gefängnis gebracht. In einem Gespräch mit den Medien forderte Mattias Familie eine harte Bestrafung der Angreifer.
Anschließend gab es in den türkischen Medien zahlreiche Diskussionen über die möglichen Strafen. Experten meinten, die Tatsache, dass die Verdächtigen unter 18 Jahre alt waren, würde sich auf die Härte der Strafe auswirken. Der Rechtsanwalt Serkan Günel erklärte gegenüber einer Nachrichtenorganisation, dass jeder, der unter 18 Jahre alt ist, rechtlich als Kind gilt und dass nach türkischem Recht eine reduzierte Strafe obligatorisch ist und die Richter in dieser Hinsicht keinen Ermessensspielraum haben. Günel sagte, dass eine lebenslange Haftstrafe für einen Täter zwischen 15 und 18 Jahren auf 12 bis 15 Jahre Gefängnis reduziert werden würde.
Im Vorfeld des Gerichtsverfahrens sah sich die Familie des Opfers zudem Bedrohungen über soziale Medien ausgesetzt. Am Tag der Hauptverhandlung, dem 10. April 2025, wurde überdies das Grab von Mattia Ahmet Minguzzi mutwillig beschädigt.